# Tehla
Tehla (ungarisch Töhöl) ist eine Gemeinde im Westen der Slowakei mit 489 Einwohnern (Stand 31. Dezember 2024), die zum Okres Levice, einem Teil des Nitriansky kraj, gehört.

## Geographie
Die Gemeinde befindet sich im Hügelland Hronská pahorkatina innerhalb des slowakischen Donautieflands, am rechten Ufer des Flusses Liska im Einzugsgebiet der Žitava. Das Ortszentrum liegt auf einer Höhe von 172 m n.m. und ist 10 Kilometer von Vráble sowie 19 Kilometer von Levice entfernt.
Nachbargemeinden sind Telince im Norden, Veľký Ďur im Nordosten, Iňa im Osten, Levice im Südosten, Lula im Süden und Westen sowie Melek und Vráble im Nordwesten.

## Geschichte
Das Gemeindegebiet wurde in der Kupfersteinzeit besiedelt, mit einer Siedlung der Linearbandkeramischen Kultur, Funden aus der Hallstatt- und Latènezeit und Grabstätten aus dem 10. und 11. Jahrhundert.
Tehla wurde zum ersten Mal 1251 als Tuhl schriftlich erwähnt und war zuerst Besitz der Untertanen des königlichen Tafernwirts, später des örtlichen Landadels, im Jahr 1390 der Gutsherren von Šarovce. Ab 1506 lag das Dorf in der Herrschaft der Burg Lewenz. 1618 war der Ort gegenüber dem Osmanischen Reich tributpflichtig. 1534 gab es 15 Porta, 1601 standen 48 Häuser im Ort, 1720 wohnten 14 Steuerzahler hier, 1828 zählte man 64 Häuser und 421 Einwohner, die als Landwirte beschäftigt waren. Am Anfang des 20. Jahrhunderts arbeitete ungefähr ein Viertel der Bevölkerung in anderen Wirtschaftsbranchen.
Bis 1918 gehörte der im Komitat Bars liegende Ort zum Königreich Ungarn und kam danach zur Tschechoslowakei beziehungsweise heute Slowakei. Auf Grund des Ersten Wiener Schiedsspruchs lag er 1938–1945 noch einmal in Ungarn.

## Bevölkerung
| Jahr                | 1994 | 2004    | 2014    | 2024    |
| ------------------- | ---- | ------- | ------- | ------- |
| Anzahl der Personen | 570  | 557     | 516     | 489     |
| Unterschied         |      | −2,28 % | −7,36 % | −5,23 % |

| Jahr                | 2023 | 2024    |
| ------------------- | ---- | ------- |
| Anzahl der Personen | 480  | 489     |
| Unterschied         |      | +1,87 % |

Nach der Volkszählung 2011 wohnten in Tehla 525 Einwohner, davon 408 Slowaken, 92 Magyaren, sechs Roma und zwei Tschechen. Ein Einwohner gab eine andere Ethnie an und 16 Einwohner machten keine Angabe zur Ethnie.
311 Einwohner bekannten sich zur römisch-katholischen Kirche, 92 Einwohner zur reformierten Kirche, 15 Einwohner zur Evangelischen Kirche A. B., acht Einwohner zu den christlichen Gemeinden, vier Einwohner zur apostolischen Kirche sowie jeweils ein Einwohner zu den Mormonen, zur evangelisch-methodistischen Kirche und zur griechisch-katholischen Kirche. 37 Einwohner waren konfessionslos und bei 55 Einwohnern wurde die Konfession nicht ermittelt.

## Bauwerke
- reformierte (calvinistische) im klassizistischen Stil aus dem frühen 19. Jahrhundert[6]